# Stadtbibliothek Achim
Die Stadtbibliothek Achim ist eine öffentliche Bibliothek der Stadt Achim.

## Beschreibung
Die Hauptniederlassung der Stadtbibliothek befindet sich im Rathaus in der Innenstadt. Des Weiteren gibt es vier ehrenamtlich geleiteten Ortsteilbüchereien, von denen drei an Schulen ansässig sind und deren Bestand größtenteils aus Kinderbüchern besteht. Die Bestände sind nicht verbunden, nur der Bestand der Hauptstelle ist elektronisch erfasst und kann über den Onlinekatalog in der Hauptstelle eingesehen werden. Die Bibliothek ist 36 Stunden pro Woche für den Publikumsverkehr geöffnet. Der Bestand hat eine Größe von ca. 28.600 physischen Medieneinheiten sowie weiteren 33.100 E-Medien, die über den E-Medienverbund Nordleihe und den der Onleihe verfügbar sind. Die Bibliothek verfügt über einen Gesamtbestand von über 65.500 Medieneinheiten.

## Geschichte

### Anfänge
Im Jahr 1859 verstarb der Amtsrichter am Amtsgericht Achim, Diedrich Nicolaus von der Decken. In seinem Testament vermachte er der Achimer Kirche die Summe von 100 Reichstalern mit der Auflage, diese in Bücher für eine öffentliche Büchersammlung zu investieren. Der damalige Pastor Blohm beauftragte seinen Adjunkten Karl Tomfohrde mit dieser Aufgabe. Das Pfarrhaus wurde als Standort für die Bücherei gewählt, und Pastor Blohm übernahm die Verwaltung und Ausgabe der Bücher. In den folgenden Jahren wuchs der Bücherbestand unter seinem Nachfolger Pastor Zeidler auf über 700 Bücher an. Zeidler änderte den Namen zu „Volksbibliothek“. Um die Ausbreitung der Sozialdemokratie in der Arbeiterklasse zu verhindern, spendete der königliche Oberpräsident in Hannover im Jahr 1887 der Achimer Volksbibliothek eine große Büchersammlung. Im Jahr 1896 beantragte der Achimer Landrat Hans Joachim von Kemnitz beim Landrat die Einrichtung einer Kreisbibliothek. Eine Sammlung von 150 Büchern bildete den Grundstock der Kreisbibliothek Achim.
Bis 1934 fungierte die Bibliothek als Wanderbibliothek. Die Büchersammlung wurde kontinuierlich erweitert und in verschiedene Ortsteile verteilt. Neben der Wanderbibliothek beschloss der Kreisausschuss, eine Standbibliothek einzurichten. Diese befand sich im Kreissteuerbüro im ehemaligen Sparkassengebäude.
Durch Zukäufe der Kreisverwaltung und die Übernahme noch brauchbarer Bücher aus der Volksbibliothek im Pfarrhaus erweiterte sich der Bücherbestand auf fast 2000 Bände. Am 1. Oktober 1932 wurden die Kreise Verden und Achim im Zuge einer Gebietsreform zusammengelegt, wobei Verden nun Verwaltungssitz war. Die Kreisbibliothek wurde somit von der Verwaltung betreut.

### Zeit des Nationalsozialismus
Von 1933 bis 1958 war Friedrich Göhrs, Rektor der Volksschule Achim, Leiter der Volksbücherei. In der Zeit des Nationalsozialismus sollten 1938 auf Anweisung der lokalen NSDAP unter Verschluss gehaltene verbotene Bücher verbrannt werden. Dem Bücherliebhaber Göhrs gelang es mit Hilfe seiner Söhne, die Bücher zu retten und sie bis zum Kriegsende in seiner Wohnung zu verstecken. Die Nationalsozialisten unterstützten die Bibliothek stark, und der Bestand wuchs schnell an. Er erreichte über 2700 Bände, von denen 50 Bücher die Geschichte der NSDAP behandelten und über 100 Bücher Kriegsverherrlichung zum Thema hatten. Um sicherzustellen, dass keine „undeutschen“ Bücher in die Achimer Kreisbibliothek gelangten, wurde 1935 eine Buchgemeinschaft gegründet, die Bücher im Sinne der Nationalsozialisten beschaffte.

### Nachkriegszeit
In der Nachkriegszeit zog die Bibliothek noch einige Male um, bis sie im Jahr 1956 ihren Sitz im ehemaligen Landratshaus fand. 1958 legte der Leiter Friedrich Göhrs sein Amt nieder, da er nach dem Tod seiner Ehefrau Achim verließ. Nach seinem Weggang von Göhrs übernahm Hildegard Koriath die Volksbücherei. Während ihrer Amtszeit wurde sie in eine Freihandbücherei umgestaltet. Im Jahr 1968 übernahm die Stadt Achim die Bücherei vollständig, und es kam zu einem Namenswechsel zur Stadtbücherei Achim. In den mittleren 1970er Jahren zeichnete sich ein neues Problem ab, da das ehemalige Landratshaus stark verfallen war. Die Stadt Achim hatte gerade das Clüverhaus erworben, und am 1. Dezember 1976 konnte die Bibliothek dorthin umziehen. Am 10. März 1989 erfolgte ein Umzug in das alte Feuerwehrhaus und die Umbenennung in Stadtbibliothek Achim. Es wurden nun auch Lesungen und andere Veranstaltungen angeboten, und die Bibliothek entwickelte sich zu einer kulturellen Institution in Achim. Im Jahr 2015 fand ein Umzug in den neu angebauten Teil des Achimer Rathauses statt.

## Leitungen
- 1933 – 1958 Friedrich Göhrs
- 1958 – 1977 Hildegard Koriath
- 1977 – 1988 Gisela Achinger
- 1988 – 1998 Freya Rickert
- 1998 – 2005 Susanne Adolph
- 2005 – 2006 Manuela Piche
- 2007 – 2013 Heike Pflugner
- 2014 – 2014 Katharine Beberweil
- 2015 – 2020 Stephan Leenen und Iris Arndt
- seit 2020 Valentine Schirmer[3][5]

## Auszeichnungen
- 2010: Bibliothek des Jahres VGH Stiftung[6]